# Biografielijst En

## Ena
- Mohammed Faizel Ali Enait (ca. 1975), Surinaams-Nederlands jurist, advocaat en moslimfundamentalist
- Enak, persoon uit de Thora
- Joseph Enakarhire (1982), Nigeriaans voetballer
- Sami Hafez Enan (1948), Egyptisch militair en staatsman
- Enannatum I van Lagash (2424-2405 v.Chr.), ensi van Lagash
- Enannatum II van Lagash (2374-2365 v.Chr.), ensi van Lagash
- Mathias Énard (1972), Frans schrijver en vertaler

## Enb
- Aleksandr Enbert (1989), Russisch kunstschaatser
- Jorge Oteiza Enbil (1908-2003), Spaans kunstschilder, beeldhouwer en schrijver

## Enc

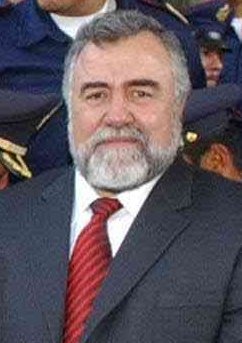
Alejandro Encinas Rodríguez

- Philippe Encausse (1906-1984), Frans arts, schrijver, vrijmetselaar, esotericus, sportman en Martinist
- Nambaryn Enchbajar (1958), Mongools politicus
- Alejandro Encinas Rodríguez (1953), Mexicaans politicus
- Johann Franz Encke (1791-1865), Duits astronoom
- Peter Enckelman (1977), Fins voetballer
- Ludo Enckels (1956), Vlaams jeugdauteur
- Willem van Enckevoirt (1464-1534), Nederlands kardinaal, bisschop van Tortosa (1523-1534) en van Utrecht (1529-1534)
- Tren van Enckevort (1970), Nederlands accordeonist en toetsenist
- Encratia (+ca. 304), Spaans heilige

## End

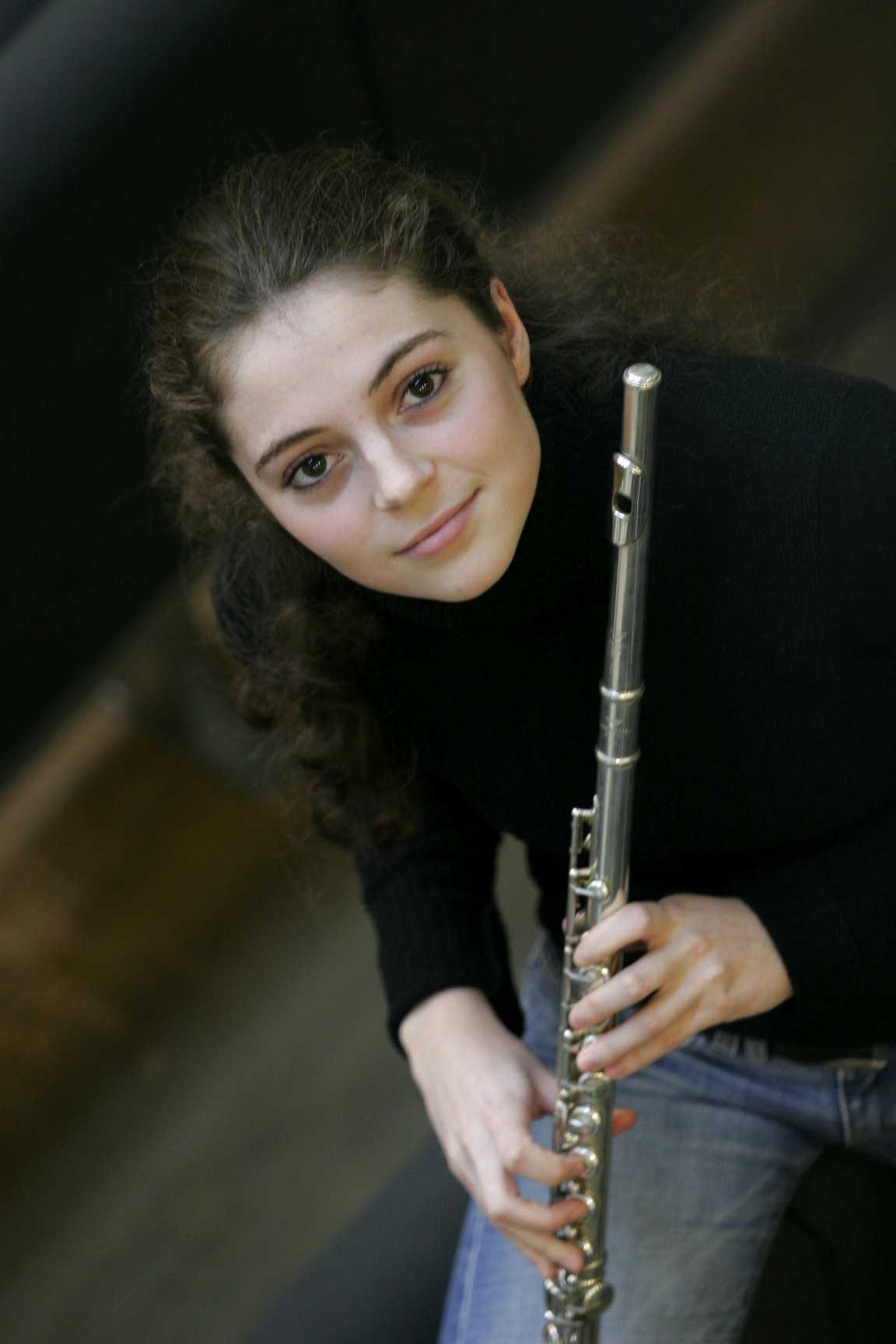
Felicia van den End

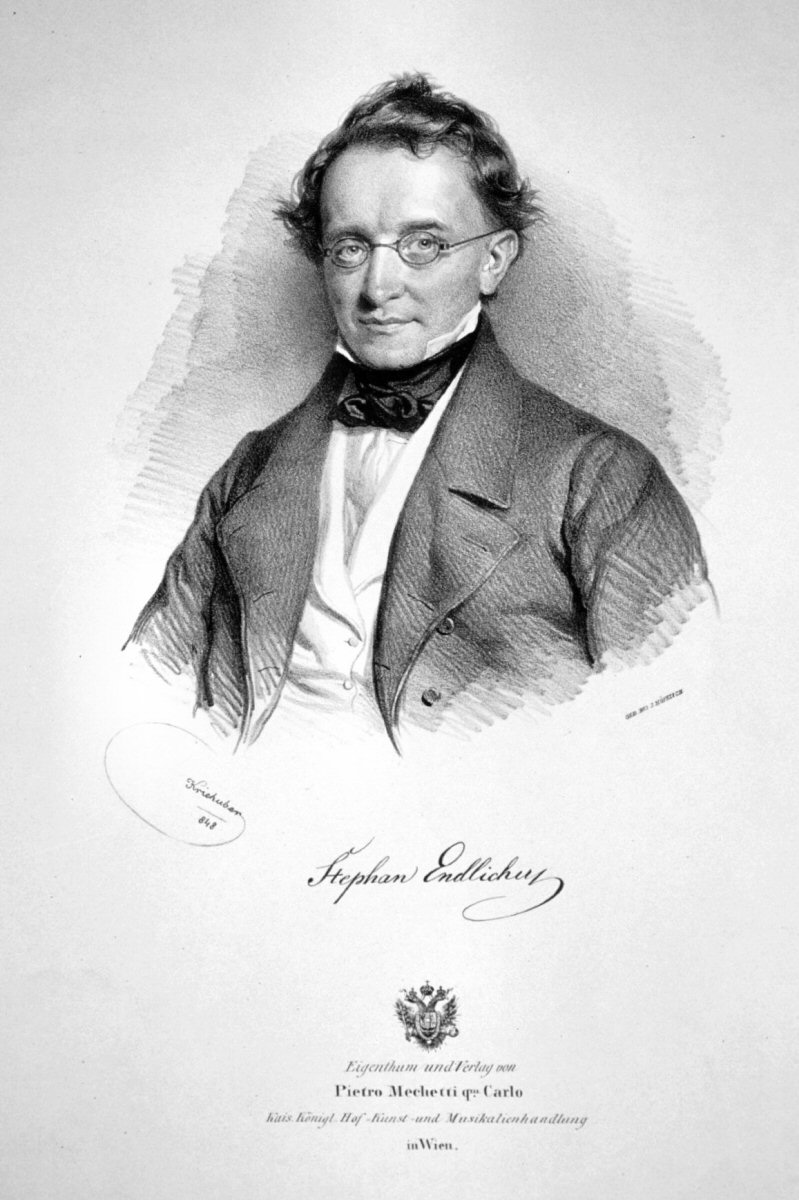
Stephan Endlicher (1848)

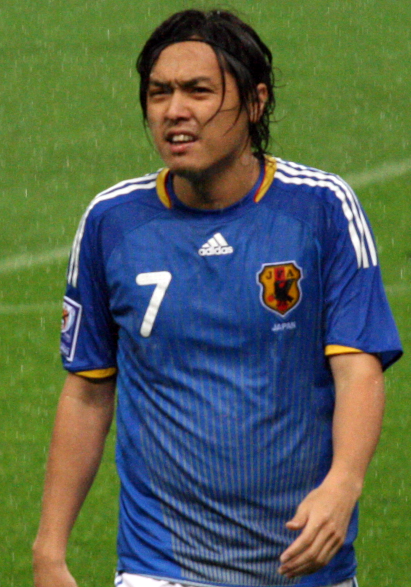
Yasuhito Endo (2008)

- Felicia van den End (1986), Nederlands fluitist
- Guillermo Endara Galimany (1936-2009), Panamees jurist en politicus
- Duncan Ende (1985), Amerikaans autocoureur
- Gert-Jan van den Ende (1962), Nederlands acteur, componist en clown
- Jacob (Sjaak) van der Ende (1918-1941), Nederlands verzetsstrijder
- Jan van den Ende (1922-2008), Nederlands cineast en natuurbeschermer
- Johannes Adrianus (Joop) van den Ende (1942), Nederlands mediaproducent
- Leo van den Ende (1939), Nederlands kunstschilder
- Mario van der Ende (1956), Nederlands voetbalscheidsrechter
- Michael Ende (1929-1995), Duits schrijver
- Daniël Théodore Gevers van Endegeest (1793-1877), Nederlands jonkheer en politicus
- Loek den Edel (1933-2022), Nederlands voetballer
- Renske Endel (1983), Nederlands turnster
- Zviad Endeladze (1966), Georgisch voetballer
- Franciscus (Frans) van den Enden (1602-1674), Nederlands leraar en filosoof
- Hugo Van den Enden (1938-2007), Vlaams germanist, filosoof en ethicus
- Gerard Endenburg (1933), Nederlands ondernemer
- François Herbert Endene Elokan (1978), Kameroens voetballer
- Joseph Endepols (1877-1962), Nederlands neerlandicus
- Kornelia Ender (1958), Oost-Duits zwemster
- Hendrik Johannes Enderlein (1821-1898), Nederlands militair en politicus
- Johannes Enders (1967), Duits saxofonist
- John Franklin Enders (1897-1985), Amerikaans medisch wetenschapper en Nobelprijswinnaar
- René Enders (1987), Duits wielrenner
- Herbert Bruce Enderton (1936-2010), Amerikaans wiskundige en logicus
- Esther J. Ending (1972), Nederlands schrijfster
- Stephan Friedrich Ladislaus Endlicher (1804-1849), Oostenrijks botanicus en sinoloog
- Shusaku Endo (1923-1996), Japans schrijver
- Sumio Endo (1950), Japans judoka
- Yasuhito Endo (1980), Japans voetballer
- Yukio Endo (1937-2009), Japans turner
- Engelbert Endrass (1911-1941), Duits U-boot-kapitein
- Lena Endre (1955), Zweeds actrice
- Nikolaus Ritter von Endres (1862-1938), Beiers militair en aristocraat
- Tor Endresen, Noors zanger
- Sergio Endrigo (1933-2005), Istrisch-Italiaans zanger en liedjesschrijver
- Minne Endstra (1901-1971), Nederlands zakenman
- Willem Alexander Arnold Peter Minne Endstra (1953-2004), Nederlands vastgoedhandelaar
- David Endt (1954), Nederlands sportjournalist en -schrijver en teammanager
- Enno Endt (1923-2007), Nederlands neerlandicus
- Enduser, pseudoniem van Lynn Standafer, (20e eeuw), Amerikaans raggacore muzikant

## Ene
- Gerard Alfons Daniel Eneman (1913-1972), Belgisch maatschappelijk werker en politicus
- Enentarzi van Lagash, priester en ensi van Lagash (2364-2359 v.Chr.)
- RC Enerson (1997), Amerikaans autocoureur
- George Enescu (1881-1955), Roemeens componist, violist, pianist, dirigent en docent
- Thomas Enevoldsen (1987), Deens voetballer

## Enf
- Pierre L’Enfant (1754-1825), Amerikaans architect en stadsontwerper van Franse komaf

## Eng

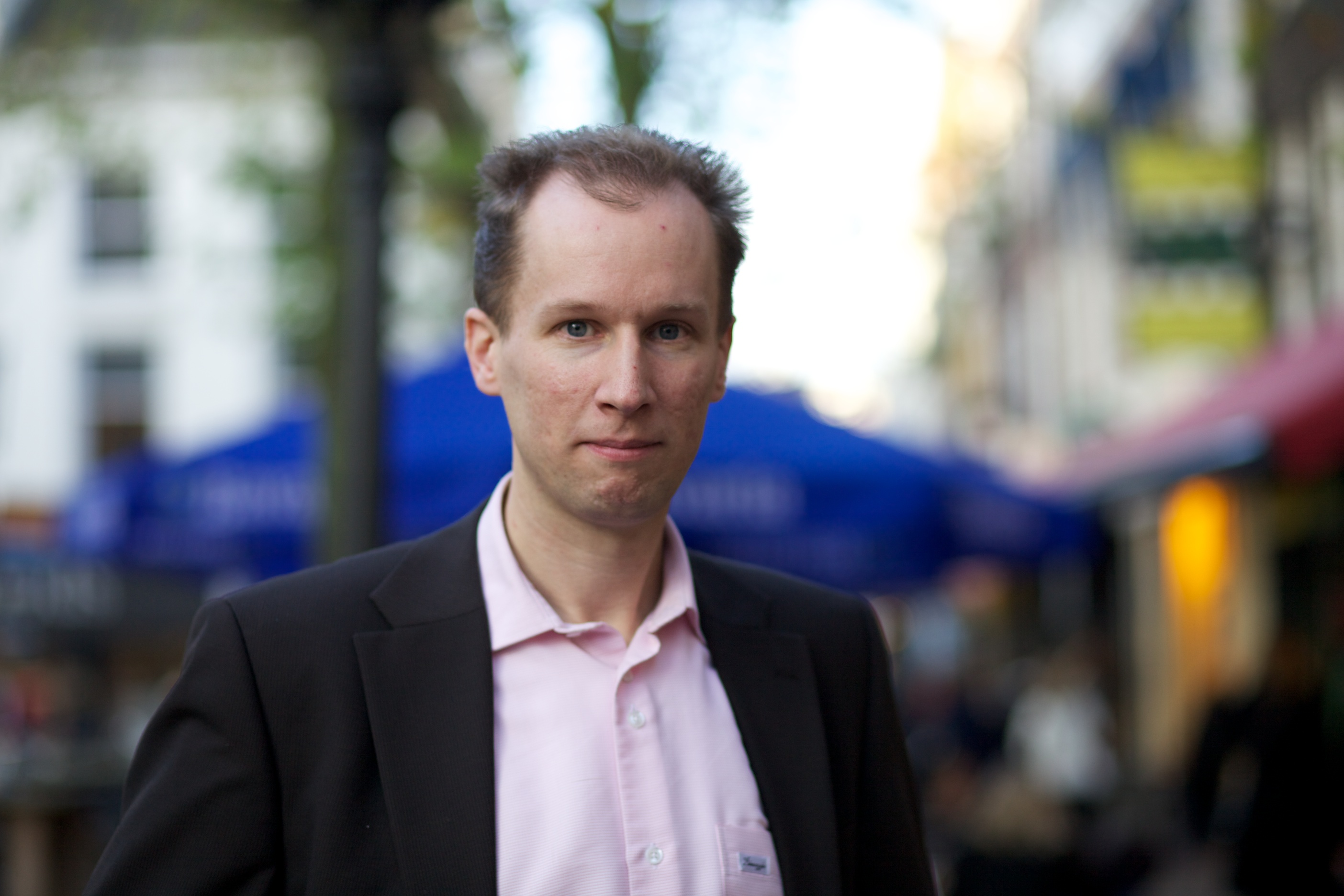
Arnoud Engelfriet

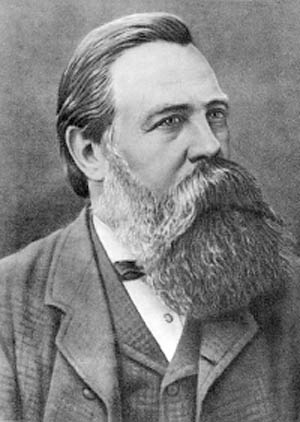
Friedrich Engels

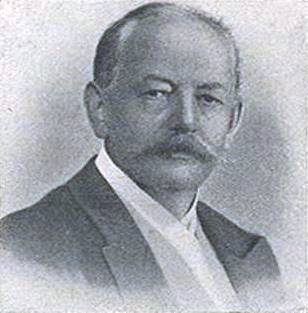
Adolf Engler

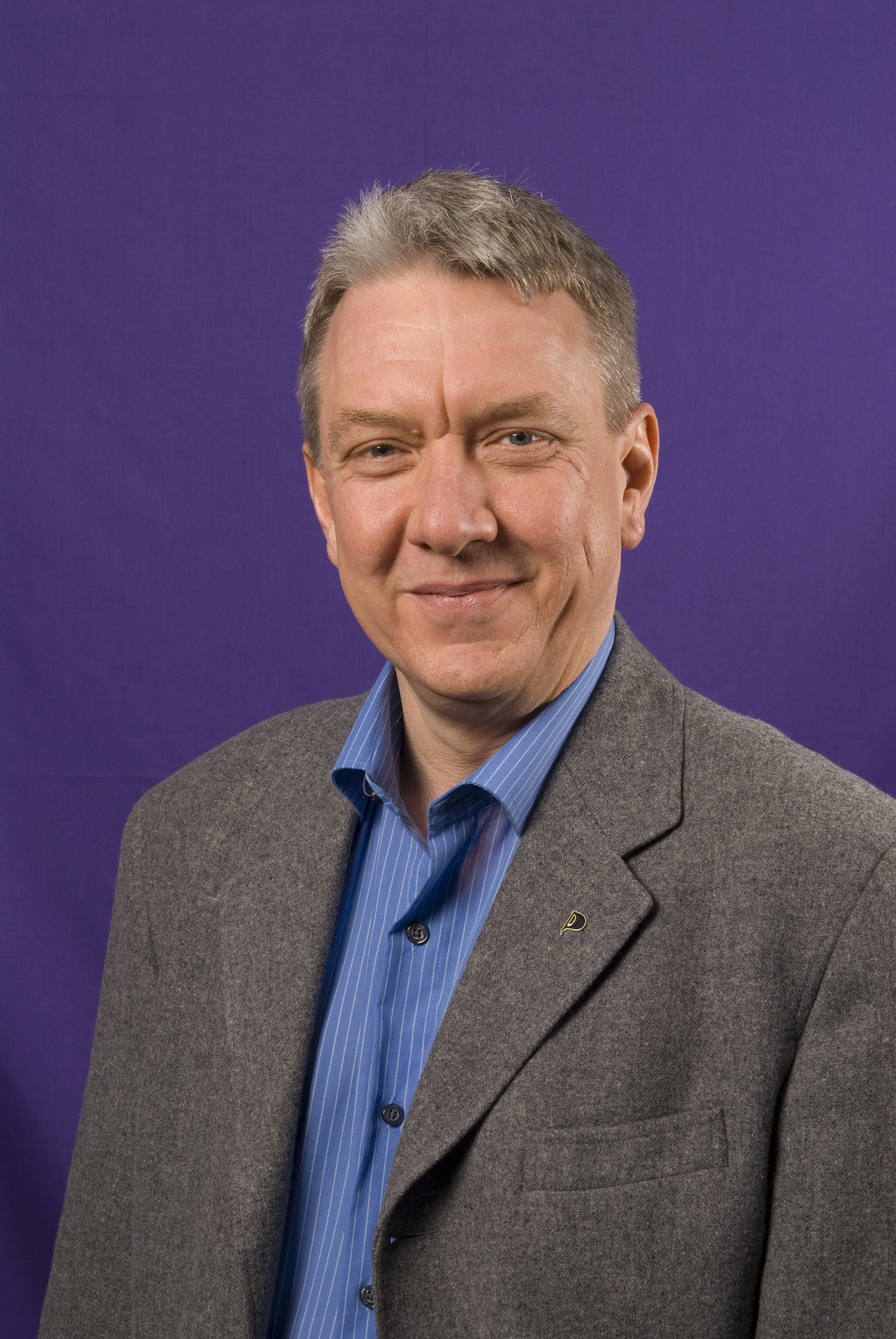
Christian Engström

- Johnny Eng, bekend als Onionhead, (1958), Hongkongs bendeleider
- Lindsay van der Eng, bekend als DJ Korsakoff, (1983), Nederlands vrouwelijk diskjockey
- Philipp Eng (1990), Oostenrijks autocoureur
- Ida Engberg (1984), Zweeds diskjockey
- Lotta Engberg, geboren als Lotta Pedersen, (1963), Zweeds zangeres
- Willy Engbrocks (1905-ca. 1983), Duits SS-Karteiführer
- Tomáš Enge (1976), Tsjechisch Formule 1-coureur
- Cornelis Engebrechtsz. (ca. 1462-1527), Nederlands kunstschilder
- Arvid Engegård (1963), Noors musicus en dirigent
- Émile Engel (1889-1914), Frans wielrenner
- Ernst Engel (1821-1896), Duits politiek econoom en statisticus
- Friedrich Engel (1861-1941), Duits wiskundige
- Friedrich Engel (1909-2006), Duits SS-officier
- Georgia Bright Engel (1948), Amerikaans film- en televisieactrice
- Joel S. Engel (1936), Amerikaans elektrotechnicus
- Maro Engel (1985), Duits autocoureur
- Noel Scott (Scott) Engel, bekend als Scott Walker (1943-2019), Amerikaans singer-songwriter
- Richard Engel (1973), Amerikaans journalist, redacteur en correspondent
- Rolf Engel (1912-1993), Duits raketpionier
- Selma Engel-Wijnberg, geboren als Selma Wijnberg, (1922), Nederlands onderduikster en Holocaustoverlevende
- Stientje Engel, bekend als Cristina Deutekom, (1931-2014), Nederlands zangeres
- Wim Engel (1921-1979), Nederlands voetballer
- Jan Engelaar, bekend als DJ Jean, (1968), Nederlands diskjockey
- Orlando Engelaar (1979), Nederlands voetballer
- Adela van Engeland (ca. 1062-1137), jongste dochter van Willem de Veroveraar en heilige
- Albanus van Engeland, bekend als Albanus van Verulamium, (3e eeuw), Engels martelaar en heilige
- Æthelstan van Engeland (895-939), Koning van Engeland (924-939)
- Edgar van Engeland (ca. 942-975), koning van Engeland (959-975)
- Edmund I van Engeland (921-946), Koning van Engeland (939-946)
- Edmund II van Engeland (990-1016), Koning van Engeland (1016)
- Eduard I van Engeland (1239-1307), Engels koning (1272-1307)
- Eduard II van Engeland (1284-1327), Engels koning (1307-1327)
- Eduard III van Engeland (1312-1377), Engels koning (1327-1377)
- Eduard IV van Engeland (1442-1483), Engels koning (1461-1470, 1471-1483) en Hertog van York (1460-1461)
- Eduard V van Engeland (1470-1483), Engels koning (1483)
- Eduard VI van Engeland (1537-1553), koning van Engeland (1547-1553)
- Eleonora van Engeland (1162-1214), Koningin van Castilië (1170-1214)
- Eleonora van Engeland (1318-1355), Engels regentes
- Harold I van Engeland (1016-1040), Koning van Engeland (1035-1040)
- Harold II van Engeland (1020-1066), koning van Engeland (1053-1066)
- Hendrik I van Engeland (1068-1135), koning van Engeland (1100-1135)
- Hendrik II van Engeland (1133-1189), koning van Engeland (1154-1189), Graaf van Anjou, Graaf van Maine, Graaf van Tours, Graaf van La Marche
- Hendrik III van Engeland (1207-1272), Koning van Engeland (1216-1272)
- Hendrik IV van Engeland (1367-1413), koning van Engeland (1399-1413)
- Hendrik V van Engeland (1387-1422), Prins van Wales (1399-1413) en koning van Engeland (1413-1422)
- Hendrik van Engeland, hertog van Gloucester (1639-1660), hertog van Gloucester
- Hendrik VI van Engeland (1421-1471), koning van Engeland (1422-1461; 1470-1471)
- Hendrik VII van Engeland (1457-1509), koning van Engeland (1485-1509)
- Henriëtta Anne van Engeland (1644-1670), Hertogin van Orléans
- Jacobus I Karel van Engeland (1566-1625), koning van Schotland en koning van Engeland
- Jacobus II van Engeland (1633-1701), koning van Engeland, Schotland en Ierland
- Johanna van Engeland (1210-1238), Partner van de koning van Schotland
- Johanna van Engeland, bekend als Joan of the Tower, (1321-1362), Engels prinses en koningin van Schotland
- Josephus Lambertus van Engeland (1881-1971), Nederlands politicus en bestuurder
- Karel I van Engeland (1600-1649), koning van Engeland, Schotland en Ierland (1625-1649)
- Karel II van Engeland (1630-1685), koning van Engeland, Schotland en Ierland (1660-1685)
- Maria I van Engeland (1516-1558), Koningin van Engeland (1553-1558) en Koningin van Spanje (1554-1558), Hertogin-gemalin van Luxemburg, Hertogin-gemalin van Brabant en Gravin van Vlaanderen
- Maria II van Engeland (1662-1694), Koningin van Engeland (1689-1694)
- Mathilde van Engeland (1102-1167), Keizerin-gemalin van het Heilige Roomse Rijk (1114-1125) en koningin van Engeland
- Richard II van Engeland (1367-1400), Prins van Wales (1376-1377), Hertog van Aquitanië (1376-1390) en Koning van Engeland (1377-1399)
- Richard III van Engeland (1452-1485), koning van Engeland (1483-1485)
- Stefanus van Engeland, geboren als Stefanus van Blois, (1096-1154), Engels koning (1135-1154)
- Willem II van Engeland (ca. 1060-1100), Koning van Engeland (1087-1100)
- Douglas Carl Engelbart (1925-2013), Amerikaans elektrotechnicus en uitvinder van de computermuis
- Engelberga van Parma (ca. 835-ca. 900), Keizerin-gemalin van het Heilige Roomse Rijk (855-875)
- Engelbert van Horne (ca. 1195-ca. 1265), Heer van Cranendunc
- Engelbert van Karinthië (ca. 1070-1141), Markgraaf van Istrië (1107-1124), Hertog van Karinthië (1123-1135) en Markgraaf van Verona (1123-1135)
- Engelbert I De Heilige (1185-1225), Aartsbisschop van Keulen (1216-1225) en Graaf van Berg (1218-1225)
- Engelbert I van Spanheim (ca. 1035-1096), Markgraaf van Istrië (1090-1096)
- Engelbert II van Berg (1185-1225), Aartsbisschop van Keulen (1216-1225) en Graaf van Berg (1218-1225)
- Engelbert II van Valkenburg (ca. 1220-1274), Aartsbisschop van Keulen (1261-1274)
- Engelbert III van der Mark (1304-1368), Aartsbisschop van Keulen (1364-1368)
- Derck Engelberts (1852-1913), Nederlands politicus
- Lernert Engelberts (1977), Nederlands dichter en televisiemaker
- Jelle Engelbosch (1980), Belgisch politicus
- Dick Engelbracht (1920-1998), Nederlands imitator, stemacteur, radio-diskjockey, toneelspeler en evenementenpresentator
- Engelbrecht I van Nassau-Siegen (ca. 1370-1442), heer van Breda (1403-1442), graaf van Nassau-Siegen (1416-1442), Vianden (1417-1442) en Diez (1420-1442)
- Engelbrecht II van Nassau (1451-1504), Graaf van Nassau-Dillenburg (1475-1504)
- Engelbrecht van Nassau-Wiesbaden-Idstein (1448-1508), Duits kanunnik
- Engelbrecht van Nevers (1462-1506), Graaf van Nevers (1491-1506) en Graaf van Eu (1491-1506)
- Julie Engelbrecht (1984), Frans actrice
- Willem Anthony Engelbrecht (1839-1921), Nederlands jurist
- Willem Bernard Engelbrecht (1881-1955), Nederlands diplomaat en nationaalsocialistisch bestuurder
- Carolus Adrianus (Carel Adriaan) Engelbregt (1816-1890), Nederlands letterkundige
- Engelbrekt Engelbrektsson (1390-1436), Zweeds rebellenleider en staatsman
- Lonyo Engele, Brits UK Garage- en housemuziekproducent
- Anna der Engelen Monteguado (1602-1686), Peruaans geestelijke en zalige
- Gerrit Abraham van Engelen, bekend als Gait Abram, (1891-1982), Nederlands politicus
- Gert van Engelen (1952), Nederlands journalist
- Ingrid Engelen (1955), Belgisch atlete
- Jos Engelen (1950), Nederlands natuurkundige en bestuurder
- Marcel Engelen (1903-1946), Belgisch collaborateur en burgemeester
- Marcel van Engelen (1971), Nederlands journalist
- Maurice Joseph François Engelen, bekend als Praga Khan, (1959), Belgisch diskjockey en Bekende Vlaming
- Sofie Engelen (1980), Vlaams televisieproducente en presentatrice
- Theo Engelen (1950), Nederlands kinderboekenschrijver
- Vincent van Engelen (1947-2025), Nederlands radio-dj, presentator en stemacteur
- Yvo van Engelen (1985), Nederlands voetballer
- Christiaan Hendrik Adolf Arend Engelenberg (1842-1910), Nederlands politicus
- Christianus Hendricus Adolph Engelenberg (1810-1888), Nederlands politicus
- Jean Jacques Engelenburg (1880-1956), Nederlands burgemeester
- Arnoud Engelfriet (1974), Nederlands internetjurist
- Gerrit Engelgeer (1958-2010), Nederlands letselschadeadvocaat en voorvechter van het principe van 'no cure, no pay'
- Nicolaus Engelhard (1761-1831), Nederlands bestuurder en vrijmetselaar in Nederlands-Indië
- Bryan Engelhardt (1982), Nederlands honkballer
- Jan Hendrik Engelhardt (1892-1969), Nederlands hoogleraar en schooldirecteur
- Marco Engelhardt (1980), Duits voetballer
- Christian Engelhart (1986), Duits autocoureur
- Hilde-Katrine Engeli (1988), Noors snowboardster
- Anke Christina Engelke (1965), Duits actrice en presentatrice
- Herman Johan Engelkens (1797-1884), Nederlands burgemeester, advocaat en politicus
- Ed Engelkes (1964), Nederlands voetballer, voetbaltrainer en voetbalcoach
- Richard (Rick) Engelkes (1959), Nederlands acteur en producent
- Leszek Engelking (1955-2022), Pools schrijver, dichter, essayist, vertaler, literatuurhistoricus en literatuurcriticus
- Johannes Aloysius Antonius (Jan) Engelman (1900-1972), Nederlands dichter
- Engelmundus (+ca. 739), Nederlands missionaris en heilige
- Engelram I van Coucy (1042-1116), Heer van Coucy (1080-1116)
- Engelram II van Coucy (1110-1149), Heer van Coucy (1130-1149)
- Engelram VII van Coucy (1339-1397), Heer van Coucy (1346-1397), Graaf van Bedford (1366-1397) en Graaf van Soissons (1367-1397)
- Addy Engels (1977), Nederlands wielrenner
- Adriaan Engels (1906-2003), Nederlands organist en componist
- Anjolie Engels-Wisse (1976), Nederlands atlete
- Addy Engels (1977), Nederlands wielrenner en wielerploegleider
- Adriaan Engels (1906-2003), Nederlands organist en componist
- Anke Maria Engels (1974), Nederlands toneel-, televisie- en filmactrice
- Arnold Engels (1869-1940), Nederlands politicus
- Astrid Engels (1941), Nederlands beeldend kunstenares
- Björn Engels (1994), Belgisch voetballer
- David Engels (1979), Belgisch historicus
- Floortje Engels (1982), Nederlands hockeyspeelster
- Friedrich Engels (1820-1895), Duits industrieel, sociaal wetenschapper, auteur, politiek theoreticus en filosoof
- Gerard Engels (1945), Nederlands beeldhouwer
- Jacobus Alphonsus (Jacq) Engels (1896-1982), Nederlands politiek activist
- Jean (Jan) Engels (1922-1972), Belgisch wielrenner
- Johannes Wilhelmus Maria (Hans) Engels (1951), Nederlands rechtsgeleerde en politicus
- John Engels (1935), Nederlands jazzdrummer
- Marco Engels (1973), Nederlands wielrenner
- Mario Engels (1993), Duits voetballer
- Marnix Engels (1980), Nederlands atleet
- Octaaf Engels (1892-1990), Belgisch ondernemer en bestuurder
- Peer Engels (1957), Nederlands schrijver, columnist, vertaler en cabaretier
- Peter Engels (1959), Belgisch kunstschilder
- Peter Joseph (Piet) Engels (1923-1994), Nederlands politicus
- Robert Engels, Nederlands diplomaat en ambassadeur
- Stefaan Engels (1961), Belgisch duursporter
- Netty Engels-Geurts (1941-2019), Nederlands schrijfster
- Wennemar Jan Engels van Beverforde (1839-1914), Nederlands jurist
- Edvard Engelsaas (1872-1902), Noors langebaanschaatser
- Nico (Niek) Engelschman, bekend als Bob Angelo, (1913-1988), Nederlands acteur, homo-activist en verzetsstrijder
- Cornelia Maria (Cocky) van Engelsdorp-Gastelaars (1938), Nederlands zwemster
- Ingrid van Engelshoven (1966), Nederlands bestuurster, adviseuse en wethouder
- Henri Herman (Han) Engelsman (1919-1990), Nederlands voetballer
- Klara Borstel-Engelsman (1842-1944), Nederlands oudste Holocaustslachtoffer
- Kai Arne Engelstad (1954), Noors langebaanschaatser
- Adriaan Engelvaart (1812-1893), Nederlands luitenant-generaal en politicus
- Johannis Adriaan (Jo) Engelvaart (1927-2008), Nederlands politicus
- Brigitte Engerer (1952-2012), Frans pianiste
- Thomas Engert (1965), Duits poolbiljarter
- Bjarte Engeset (1958), Noors dirigent
- Véronique van den Engh (1962), Nederlands organiste
- Pierre d'Enghien, Frans voor Pieter van Edingen, (ca. 1450-1531), Vlaams tapijtwever
- Hendrik Jacob Carel Johan van Heeckeren van Enghuizen (1785-1862), Nederlands militair en politicus
- Jacob Derk Burchard Anne van Heeckeren tot Enghuizen (1792-1884), Nederlands militair, diplomaat en baron
- Aryana Engineer (2001), Canadees actrice
- Edward England, pseudoniem van Edward Seager, (+1721), Iers zeevaarder, kapitein en piraat
- Jennifer England (1978), Amerikaans model en actrice
- Lynndie Rana England (1982), Amerikaans reserviste en crimineel
- Paul England (1929), Australisch Formule 1-coureur
- Joe Engle (1932-2024), Amerikaans astronaut
- Robert Fry Engle III (1942), Amerikaans econoom
- Gaëtan Englebert (1976), Belgisch voetballer
- Michael (Mike) Engleman (1958), Amerikaans wielrenner
- Heinrich Gustav Adolf (Adolf) Engler (1844-1930), Duits botanicus
- François Englert (1932), Belgisch theoretisch fysicus
- Gregg L. Engles (1957), Amerikaans ondernemer
- Arthur English (1919-1995), Engels acteur
- Joe English (1949), Amerikaans drummer
- Joseph Alphonse Marie (Joe) English (1882-1918), Vlaams tekenaar en kunstschilder
- Michiel English (1885-1962), Belgisch priester en historicus
- Bror Göte Ingvar Englund, bekend als Göthe Grefbo, (1921-1991), Zweeds acteur
- Peter Englund (1957), Zweeds schrijver en historicus
- Robert Barton Englund (1949), Amerikaans acteur
- Hans Engnestangen (1908-2003), Noors langebaanschaatser
- Vicente Engonga Maté (1965), Spaans voetballer
- Jimmy Engoulvent (1979), Frans wielrenner
- Ludmila Engquist (1964), Sovjet-Russisch/Zweeds atlete
- Franz Engstler (1961), Duits autocoureur
- Luca Engstler (2000), Duits autocoureur
- Paul Michael Okon Engstler (1972), Australisch voetballer en voetbalcoach
- Emma Engstrand (1977), Zweeds oriëntatieloopster
- Christian Engström (1960), Zweeds politicus
- Tomas Engström (1964), Zweeds autocoureur
- Ida Engvoll (1985), Zweeds actrice
- Rineke Engwerda (1974), Nederlands kunstschilder
- Maarten Boudewijn Engwirda (1943), Nederlands ambtenaar en politicus

## Eni
- Jans der Enikel (13e eeuw), Oostenrijks chroniqueur
- Henry Eninful (1992), Togolees voetballer

## Enk
- Pieter-Jan Enk (1885-1963), Nederlands latinist en hoogleraar
- Sofie van den Enk (1980), Nederlands presentatrice
- Karin Enke (1961), Oost-Duits langebaanschaatsster
- Robert Enke (1977-2009), Duits voetballer
- Tserenjav Enkhjargal (1984), Mongolisch voetballer
- Dagva Enkhtaivan (1982), Mongolisch voetballer
- Bert Enklaar (1943-1996), Nederlands schaker
- Casper Willem (Cas) Enklaar (1943-2022), Nederlands acteur en schrijver
- Diederik Theodorus Enklaar (1894-1962), Nederlands historicus

## Enl
- Enlil-nirari, koning van Assyrië (1330-1320 v.Chr.)

## Enm
- Enmerkar, koning van Uruk

## Enn
- August Emil Enna (1859-1939), Deens componist
- Merika Enne (1992), Fins snowboardster
- Stijn Ennekens (1984), Belgisch wielrenner
- Alfred Enneper (1830-1885), Duits wiskundige
- Johan van Ennetten (ca. 1645-voor 1686), Nederlands poorter, koopman en burgemeester
- Wijnant IJsbrants van Ennetten (ca. 1633-voor 1686), Nederlands burgemeester
- Brandur Helgason Enni (1989), Faeröers singer-songwriter
- Aeden John McQueary-Ennis (1984), Engels honkballer
- Garth Ennis (1970), Noord-Iers comicbook-schrijver
- Jessica Ennis (1986), Brits atlete
- Séamus Ennis (1919-1982), Iers speler op de uilleann pipes
- Delloreen Ennis-London (1975), Jamaicaans atlete
- Quintus Ennius (239-169 v.Chr.), Latijns dichter
- Magnus Felix Ennodius (ca. 473-521), Gallo-Romeins bisschop, retoricus, dichter en heilige

## Eno

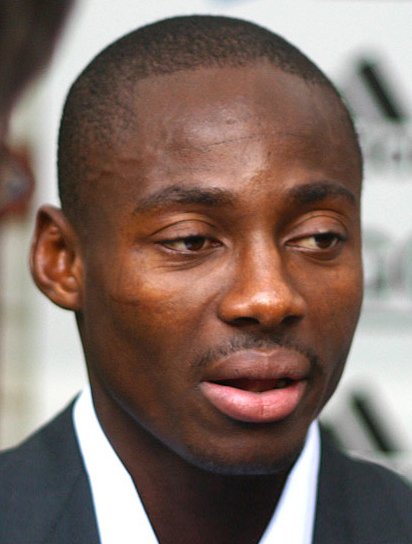
Eyong Tarkang Enoh

- Brian Peter George St. John le Baptiste de la Salle Eno (1948), Brits rockmusicus en muziekproducent
- Roger Eno (1959), Brits pianist
- Alfred Enoch (1988), Brits acteur
- Thore Sixten Enochsson (1908-1993), Zweeds marathonloper
- Eyong Tarkang Enoh (1986), Kameroens voetballer
- Hans Enoksen (1956), premier van Groenland (2002-2009)
- Enos, zoon van Seth (Hebreeuwse Bijbel)
- Mireille Enos (1975), Amerikaans actrice

## Enq
- Anna Enquist, pseudoniem van Christa Widlund-Broer, (1945), Nederlands schrijfster
- Per Olov Enquist (1934), Zweeds schrijver
- Paul Enquist (1955), Amerikaans roeier
- Thomas Enqvist (1974), Zweeds tennisser

## Enr

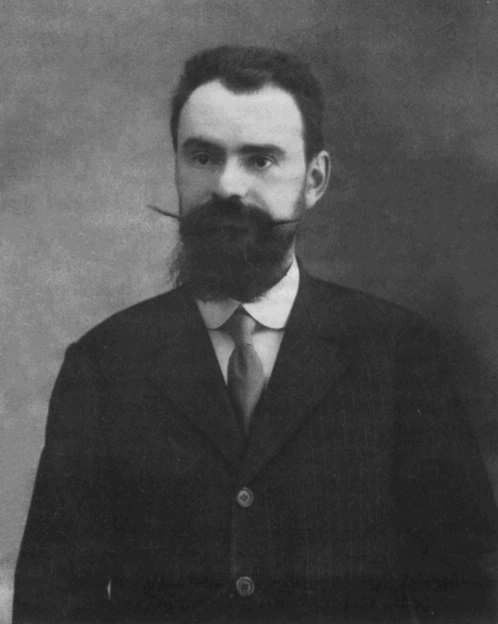
Federigo Enriques

- Giuseppe Enrici (1894-1968), Italiaans wielrenner
- Barbara Enright, Amerikaans pokerspeelster en hoofdredactrice
- Juan Ponce Enrile (1924), Filipijns politicus
- Juan Ponce Enrile jr. (1958), Filipijns politicus
- Pascual Enrile y Alcedo (1772-onbekend), Spaans koloniaal bestuurder en gouverneur-generaal van de Filipijnen (1830-1835)
- Luis Enrique (1970), Spaans voetballer
- Pedro Enrique, pseudoniem van Pedro Henrique Nunes, (1988), Braziliaans autocoureur
- Federigo Enriques (1871-1946), Italiaans wiskundige
- Alonso Enríquez (1354-1429), admiraal van Castilië en heer van Rioseco
- Alonso Enríquez (1435-1485), admiraal van Castilië en heer van Medina de Rioseco
- Andrés Molina Enríquez (1865-1940), Mexicaans econoom, socioloog, agrarist en politiek theoreticus
- Fadrique Enríquez (1390-1473), Spaans admiraal van Castilië
- Fadrique Enríquez (ca. 1465-1538), Spaans admiraal van Castilië (1490-1538)
- Johanna Enríquez (1425-1468), koningin van Navarra, Aragón, Majorca, Valencia, en Sicilië
- Manuel Curros Enríquez (1851-1908), Spaans schrijver en journalist
- Martín Enríquez de Almanza (ca. 1510-1583), onderkoning van Nieuw-Spanje
- Enriquillo (16e eeuw), Cacique van de Taíno

## Ens
- Jan van Ens (ca. 1620-1652), Nederlands ondernemer en ingenieur
- Cornelly (Nel) Ensberg (1946), Surinaams logopediste en radiopresentatrice
- Emile Maximiliaan Leonard Ensberg (1905-1984), Surinaams politicus
- Abraham Enschedé (1760-1820), Nederlands krantenredacteur en boekdrukker
- Jacobus Enschedé (1753-1783), Nederlands krantenredacteur en boekdrukker
- Jacobus Christiaan Enschedé (1823-1907), Nederlands burgemeester
- Johannes Enschedé (1708-1780), Nederlands boekdrukker
- Joseph Benoît de Loën d'Enschede (1756-1844), Zuid-Nederlands edelman, Gouverneur en politicus
- Hugo Alwin Enser (1932), Surinaams-Nederlands historicus en Surinamist
- Carlos Andrés Diogo Enseñat (1983), Uruguayaans voetballer
- Jan Ensing (1819-1894), Nederlands kunstschilder, tekenaar, lithograaf en onderwijzer
- Janneke Ensing (1986), Nederlands langebaanschaatsster en marathonschaatsster
- Gerhardes Laurentius Ensink (1921-1996), Nederlands verzetsstrijder
- Jack Ensley (1906-1972), Amerikaans danser en autocoureur
- James Enslie (1795-1877), Nederlands vice-admiraal en minister
- James Ensor (1779-na 1852), Brits-Belgisch textielfabrikant
- James Sidney Edouard Ensor (1860-1949), Vlaams schilder
- Gudrun Ensslin (1940-1977), Duits uitgeefster en terroriste
- Gerard Cornelis (Gee) van Enst (1945), Nederlands roeier

## Ent

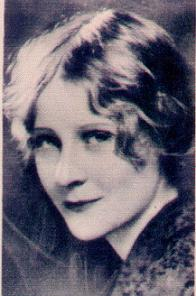
Peg Entwistle

- Anton Ent, pseudoniem van Henk van der Ent, (1939), Nederlands dichter, prozaschrijver en essayist
- Bas Ent (1987), Nederlands voetballer
- Henk van der Ent, bekend als Anton Ent, (1939), Nederlands dichter, prozaschrijver en essayist
- Fred Entbrouxk (1949), Belgisch politicus
- Birgit Ente (1988), Nederlands judoka
- Entemena van Lagaš (ca. 2404-ca. 2375 v.Chr.), Vorst van Lagas
- Bartholt Entens van Mentheda (1539-1580), Nederlands jonker en luitenant-kapitein van de Geuzen
- Jaap (Jim) Enters (1939), Nederlands roeier
- Cedric the Entertainer, pseudoniem van Cedric Antonio Kyles, (1964), Amerikaans acteur en komiek
- Axel Enthoven (1947), Belgisch grafisch ontwerper
- Dick Enthoven (1936), Nederlands wielrenner
- Geoffrey Enthoven (1974), Vlaams filmregisseur
- Lion Israel Enthoven (1787-1863), Nederlands violist, concertmeester en industrieel
- Tim Enthoven (1985), Nederlands illustrator, grafisch ontwerper, beeldend kunstenaar en striptekenaar
- Nicolaas Harmen van Echten genaamd Van Dongen tot Entinge (1690-1742), Nederlands gedeputeerde en landdrost
- Yolanda Entius (1961), Nederlands schrijfster en actrice
- Hendrik Entjes (1919-2006), Nederlands taalkundige en hoogleraar
- Pater d'Entrecolles, geboren als François Xavier d'Entrecolles, (1664-1741), Frans Jezuïet en missionaris
- Christiaan Johannes J. (Bob) Entrop (1917-1987), Nederlands malacoloog
- Gertrude Lilian Entwisle (1892-1961), Brits elektrotechnisch ingenieur
- John Alec Entwistle (1944-2002), Brits bassist, songwriter, zanger en hoornspeler
- Millicent Lilian (Peg) Entwistle (1908-1932), Brits toneelspeelster en filmactrice
- Henri Bernhard (Han) Entzinger (1947), Nederlands socioloog en hoogleraar

## Enu
- Enuff, pseudoniem van Pierre Baigorry, (1971), Duits zanger

## Env
- Denis Marie de Mélotte d'Envoz (1780-1856), Zuid-Nederlands politicus en burgemeester

## Enw
- Okwui Enwezor (1963), Amerikaans dichter, kunsthistoricus en conservator

## Eny
- Enya, pseudoniem van Eithne Patricia Ní Bhraonáin, (1961), Iers zangeres
- Vincent Enyeama (1982), Nigeriaans voetballer
- En'yu (959-991), keizer van Japan (969-984)

## Enz
- Ute Enzenauer (1964), Duits wielrenster
- Johannes Enzenhofer (1965), Oostenrijks triatleet
- Hans Magnus Enzensberger (1929-2022), Duits schrijver, dichter, vertaler en redacteur
- Michael Bradley (Mike) Enzi (1944-2021), Amerikaans politicus
- Willem Enzinck, pseudoniem van Aleid Johan Herman August Wensink, (1920-2001), Nederlands journalist, dichter, essayist en vertaler